# Somló
Somló [šomló] (dříve též Somlyó) je kopec vulkanického původu v maďarské župě Veszprém. Jeho vrchol dosahuje výšky 431 metrů nad mořem. Jelikož je Somló osamělý kopec obklopený nížinatou oblastí (tzv. svědecká hora), je význačným prvkem krajiny a lze ho vidět i z velké dálky. Díky dřívější sopečné aktivitě se kolem kopce rozprostírá vinařská oblast s množstvím malých osad.
Na severní straně kopce se nachází zřícenina hradu Somlói vár. Z rostlin zde rostou např. břečťan, ladoňka, koniklec velkokvětý, dymnivka plná, tařinka horská, ostřice bílá, česnek medvědí, višeň turecká a zvonek boloňský. Rovněž se zde nacházejí lesní porosty s duby, buky a habry. Z plazů zde žijí např. užovka stromová, slepýš křehký, ještěrka obecná, ještěrka zelená a ještěrka zední. Mezi ptáky patří např. krkavec velký a káně lesní.